# Cecità corticale
La cecità corticale è un deficit visivo in cui si manifesta cecità a seguito di lesione delle aree visive primarie della corteccia cerebrale. In alcuni casi è accompagnata da anosognosia, cioè il paziente si dimostra inconsapevole del proprio deficit, arrivando anche a negarne l'esistenza (sindrome di Anton). La descrizione completa di questa condizione si deve al neurologo austriaco Gabriel Anton nel 1899 (Anton G: Über die Selbstwahrnehmung der Herderkrankungen des Gehirns durch den Kranken bei Rindenblindheit und Rindentaubheit. Arch Psychiatrie Nervenkrankh 1899, 32:86-127). Ma la cecità corticale era già apparsa nelle "Lettere morali a Lucilio" di Lucio Anneo Seneca scritte tra 61 e il 65 DC. Nella lettera n° 50 scrive: "Arpaste, la pazza di mia moglie, è rimasta, come sai, in casa mia come peso lasciatomi in eredità… Orbene, questa pazza ha perduto improvvisamente la vista. Ti racconto una cosa incredibile, ma vera: non sa di essere cieca; chiede allo schiavo che la accompagna di poter recarsi altrove; dice che la casa è buia." Michel Eyquem de Montaigne nel suo secondo libro di Les essais  capitolo 12. edito da Langelier A. Paris; 1595. Descrive un nobiluomo che non credeva di essere cieco nonostante evidenti segni della sua cecità. In questo caso non erano riportati disturbi psichiatrici o deficit cogntivi.
In questa condizione sono lese, per cause traumatiche o più spesso vascolari (ischemia dell'arteria cerebrale posteriore), le cortecce visive primarie deputate alla visione, situate nei lobi occipitali del cervello (aree 17 secondo Brodmann).
Gli occhi e le vie nervose che trasportano l'informazione visiva al cervello non sono lese e non contribuiscono alle manifestazioni deficitarie di questa condizione.
Vista la contiguità anatomica delle aree visive destra e sinistra, si ha una lesione spesso bilaterale e si manifesta, quindi, cecità corticale completa.
Nel caso la lesione interessi un solo emisfero cerebrale, si avranno deficit di solo una metà del campo visivo, cioè un'emianopsia. Il campo visivo viene diviso orizzontalmente in emicampo destro ed emicampo sinistro, e l'informazione relativa a ciascun emicampo viene elaborata nell'emisfero cerebrale controlaterale, quindi una lesione del lobo occipitale dell'emisfero di destra causerà un'emianopsia sinistra, e viceversa. La cecità corticale non è un  fenomeno del tipo "tutto o nulla" ma dipende molto dall'ampiezza e dalla profondità delle lesioni stesse. Di solito si verifica un recupero spontaneo entro la prima settimana, che avviene secondo un ordine tipico: si cominciano a distinguere stimoli luminosi puntiformi, poi viene recuperata la sensazione di movimento, quindi gradualmente si ricominciano a percepire i contorni degli oggetti e per ultimo i colori. Il grado di recupero è molto variabile da persona a persona, e in alcuni casi gravi il disturbo non migliora nemmeno a distanza di anni.
In caso di cecità corticale esiste un fenomeno per cui il soggetto, pur non riuscendo a distinguere uno stimolo visivo, è in grado di localizzarlo nello spazio; questo fenomeno prende il nome di visione cieca.
Oltre al deficit nelle funzioni visive, può presentarsi anche alterazione nella generazione e confronto delle immagini mentali visive. Per esempio il paziente può rivelarsi incapace di valutare quale fra due animali abbia le dimensioni maggiori, o non riuscire a descrivere i dettagli visivi di un animale, sebbene riesca invece ad elencarne le caratteristiche funzionali. Tuttavia, crisi epilettiche (o stimolazioni elettriche artificiali) limitate alla sola corteccia occipitale generano sensazioni visive elementari (punti, stelle, lampi, ecc.), mentre immagini più complesse si ottengono stimolando il lobo temporale o temporo-occipitale.